# Даньлэн
Даньлэ́н (кит. упр. 丹棱, пиньинь Dānléng) — уезд городского округа Мэйшань провинции Сычуань (КНР).

## История
Уезд был образован при империи Суй в 593 году. При империи Юань он был расформирован, а его территория вошла в состав области Мэйчжоу (眉州), при империи Мин уезд был восстановлен.
В 1950 году был образован Специальный район Мэйшань (眉山专区), объединяющий 10 уездов. В 1953 году он был расформирован, а уезды Мэйшань, Пэншань, Циншэнь, Цзяцзян, Хунъя и Даньлэн вошли в состав Специального района Лэшань (乐山专区). В 1959 году уезд Даньлэн был присоединён к уезду Хунъя, но в 1962 году восстановлен. В 1968 году Специальный район Лэшань был переименован в Округ Лэшань (乐山地区). В 1985 году округ Лэшань был преобразован в городской округ Лэшань. В 1997 году шесть уездов городского округа Лэшань были выделены в отдельный Округ Мэйшань (眉山地区).
В 2000 году постановлением Госсовета КНР округ Мэйшань был преобразован в городской округ.

## Административное деление
Уезд Даньлэн делится на 5 посёлков и 2 волости.

## Экономика
Уезд известен выращиванием зеленого чая и экспортирует свою продукцию в страны Центральной Азии. По состоянию на 2021 год на территории уезда работало 20 предприятий по переработке чая и 13 фермерских кооперативов.